# Hundträskmyrtjärnen
Hundträskmyrtjärnen är en sjö i Arvidsjaurs kommun i Lappland och ingår i Skellefteälvens huvudavrinningsområde.